# Transportes Sul do Tejo

Logo

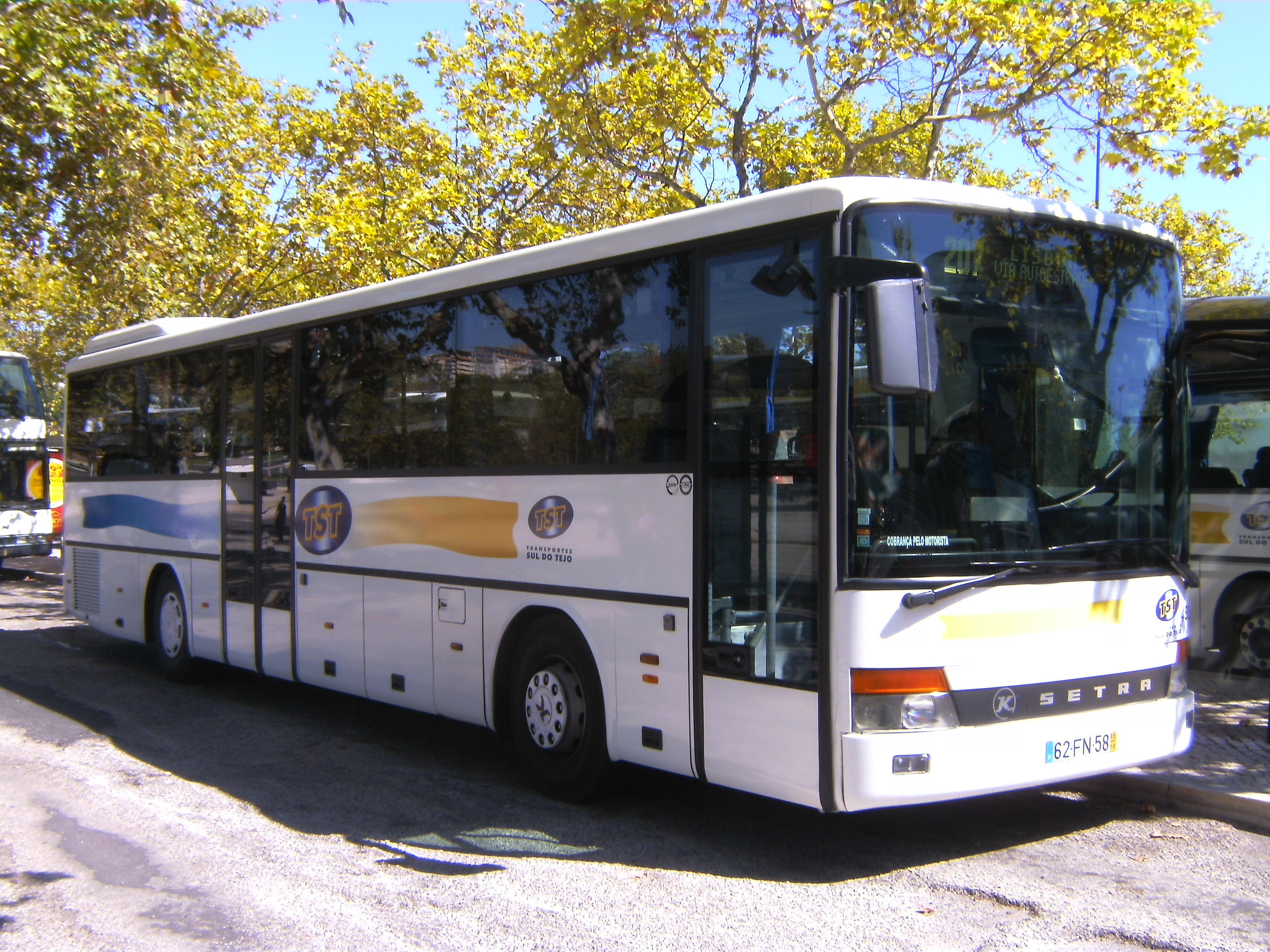
Ein Bus der Transportes Sul do Tejo am Lissabonner Praça de Espanha

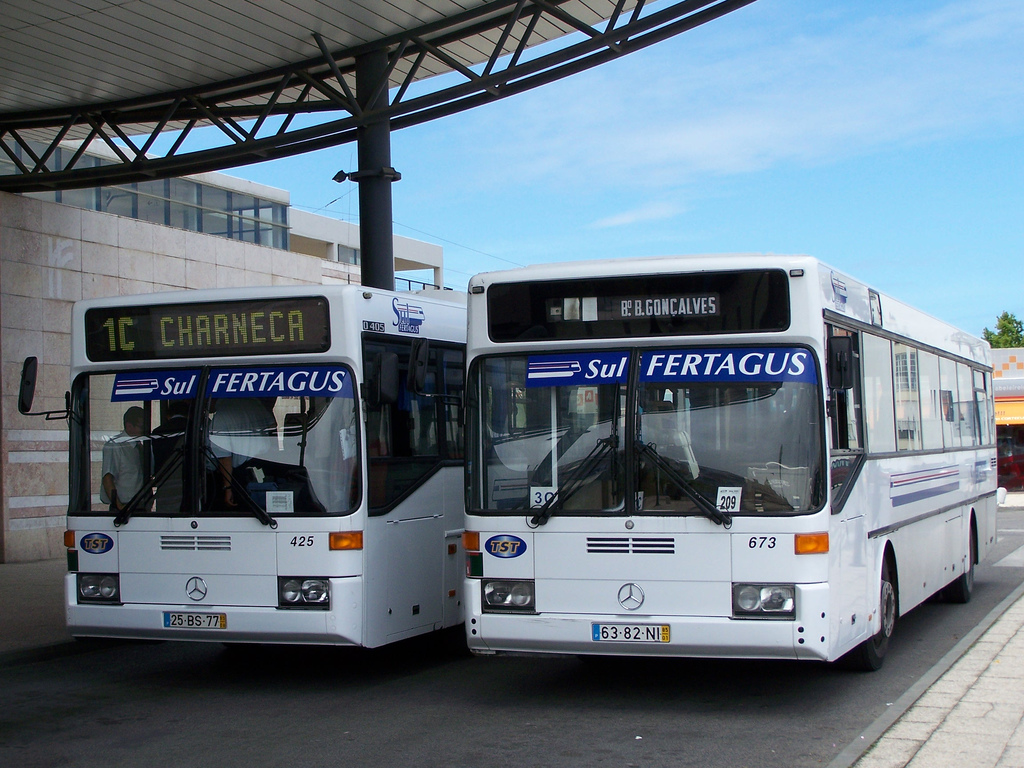
In Zusammenarbeit mit dem Schwesterunternehmen Fertagus betreibt TST auch Zubringerbuslinien zu den Bahnhöfen der Fertagus-Züge unter dem Namen SulFertagus

Transportes Sul do Tejo, SA (TST) ist ein portugiesisches Busunternehmen mit Sitz in Laranjeiro, das vorrangig Linienverkehre in der Margem Sul do Tejo im Raum Almada, Seixal und Setúbal betreibt.
TST entstand 1995 nach der Privatisierung des staatlichen Busbetreibers Rodoviária Nacional, der den größten Teil des Busverkehrs im Großraum Lissabon betrieb. Dezember 1998 verlor TST seine Selbstständigkeit, seitdem ist TST Teil des portugiesischen Verkehrskonzerns Barraqueiro. 2001 wurde der Betrieb der Firma Belos-Transportes im Raum Setúbal zur TST angegliedert. Seit September 2003 gehört TST zum Verkehrskonzern Arriva.
Heute betreibt Transportes Sul do Tejo zahlreiche Buslinien auf der Südseite des Tejos in den Kreisen Alcochete, Almada, Barreiro, Moita, Montijo, Palmela, Seixal, Sesimbra und Setúbal auf einer Fläche von mehr als 1600 Quadratkilometer mit mehr als einer Million Einwohner. TST klassifiziert seine Busverkehre in Urbanas („städtische“), Suburbanas („vorstädtische“) und Rápidas („Express“). Neben den normalen Stadtbusverkehren betreibt TST in Zusammenarbeit mit dem Schwesterunternehmen Fertagus auch Zubringerbuslinien zu den Bahnhöfen der Fertagus-Züge unter dem Namen SulFertagus.
Jährlich befördert TST etwa 83 Millionen Fahrgäste, der jährliche Umsatz beträgt 51 Millionen Euro. TST beschäftigt 1225 Mitarbeiter, davon 800 Busfahrer, und besitzt 618 Dieselbusse. Teilweise erhält Transportes Sul do Tejo staatliche Zuschüsse, gemeinsam mit anderen Busunternehmen im Jahr 2007 4,935 Millionen Euro.